# بت‌وومن (کتی کین)
بت‌وومن (کاترین کین) (به انگلیسی: Batwoman (Katherine Kane)) یک ابرقهرمان داستانی است که در کتاب‌های کمیک آمریکایی منتشر شده توسط دی سی کامیکس منتشر شده و اولین کسی است که از نام مستعار بت‌وومن استفاده می‌کند. وی توسط نویسنده ادموند هامیلتون و هنرمند شلدون مولدوف به سرپرستی سردبیر جک شیف به عنوان بخشی از تلاش مداوم برای گسترش بازیگران شخصیت‌های حامی بتمن ساخته شد. بت وومن شروع به نمایش در داستان‌های کمیک‌های دی‌سی با شروع کارآگاهان کمیک شماره ۲۳۳ (۱۹۵۶) کرد، که در آن او به عنوان یک عشق عاشقانه برای بتمن معرفی شد تا بتواند با ادعاهای همجنسگرایی بتمن که از کتاب جنجالی اغوا کننده اغوا کننده (۱۹۵۴) مبارزه کند.

## تاریخچهٔ انتشار
کتی کین در اولین بار در دوران نقره ای کمیک بوک‌ها معرفی شد. در پی حملات به کمیک‌ها در اوایل دهه ۵۰، بت‌وومن اولین شخصیت از چندین شخصیت بود که «خانواده بتمن» را تشکیل می‌داد. از آنجا که فرمول خانواده برای حق رای دادن سوپرمن بسیار موفقیت‌آمیز بوده‌است، سردبیر جک شیف به باب کین، سازنده بتمن، پیشنهاد کرد که او را برای بتمن ایجاد کند. ابتدا یک زن انتخاب شد تا جبران اتهامات فردریک ورتام مبنی بر اینکه بتمن و اصلی رابین، دیک گریسون، همجنسگرا بودند، جبران شود. کتی کین و آلتر ایگو باتومن برای اولین بار در کمیک‌های کارآگاه شماره ۲۳۳ (ژوئیه ۱۹۵۶) ظاهر شدند.
او یک مبارز جرم مانند بتمن بود، اما از بسیاری جهات همتای دقیقی نبود. به عنوان مثال، محتویات کیف پول ابزار او در واقع سلاح‌هایی بود که به عنوان مدل‌های کلیشه ای زنانه مانند رژ لب، کامپکتهای آرایشی، دستبندهای جذابیت و توریهای مو پوشانده شده بودند. باتومن در اوایل دهه ۱۹۶۰ به‌طور مرتب در صفحات کمیک‌های بتمن و کارآگاه ظاهر می‌شد. اگرچه نامه‌های طرفداران نشان می‌داد که بت‌وومن در بین خوانندگان محبوب شده‌است، اما ویراستار جولیوس شوارتز قهرمان و همچنین سایر شخصیت‌های مرتبط با بتمن را برای جهت جدیدی که وی قصد داشت جهان بتمن را بداند، نامناسب دانست. در پی تجدید نظر به کمیک‌های کارآگاه در سال ۱۹۶۴، بت‌وومن از این سریال حذف شد. بت‌گرل جدید، باربارا گوردون، نه تنها جایگزین بت‌وومن به عنوان همتای زن بتمن شد، بلکه از محبوبیت قهرمان اصلی نیز پیشی گرفت. بت‌گرل همچنین ثابت کرد که برای دوره زمانی خود مناسب تر است و رویکرد واقع گرایانه دی‌سی کمیک‌ها با شخصیت‌های خود شروع به کار کرد. برخلاف بت‌وومن، بت‌گرل گوردون علاوه بر اینکه یک هنرمند رزمی ماهر و دارای مدرک دکترا در هویت غیرنظامی خود بود، از کمربند ابزار و وسایل مختلفی مشابه بتمن استفاده می‌کرد. علی‌رغم درخواست‌های خوانندگان برای احیای بت‌وومن، اعضای هیئت تحریریه دی‌سی در ابتدا با توجه به این واقعیت که وی به‌طور خاص ایجاد شده‌است تا یک علاقه عاشقانه برای بتمن باشد، از بیرون کشیدن این شخصیت از بازنشستگی خودداری کردند.